# Tkaczew (gmina)

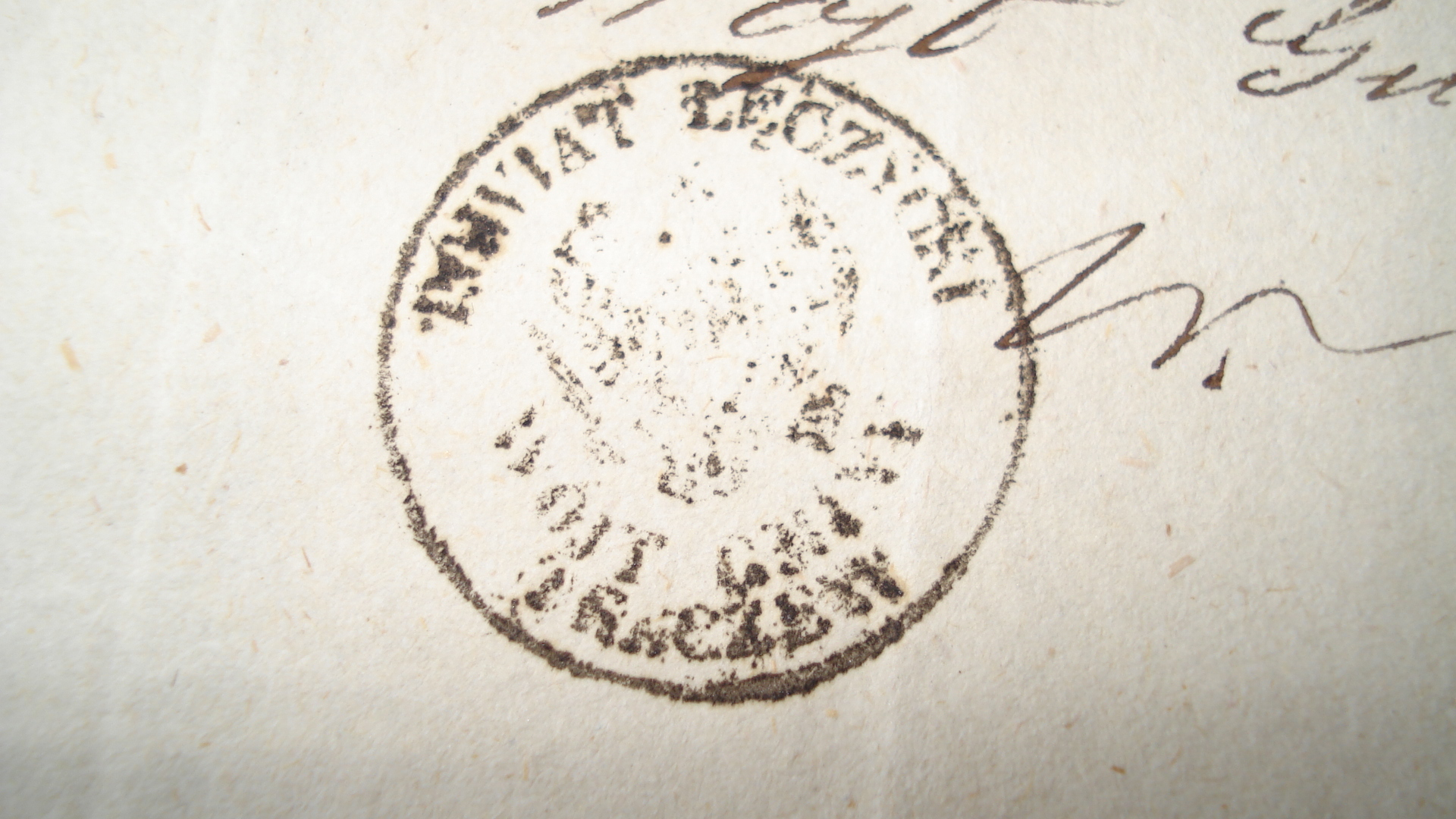
Pieczęć wójta gminy Tkaczew z 1835 r.

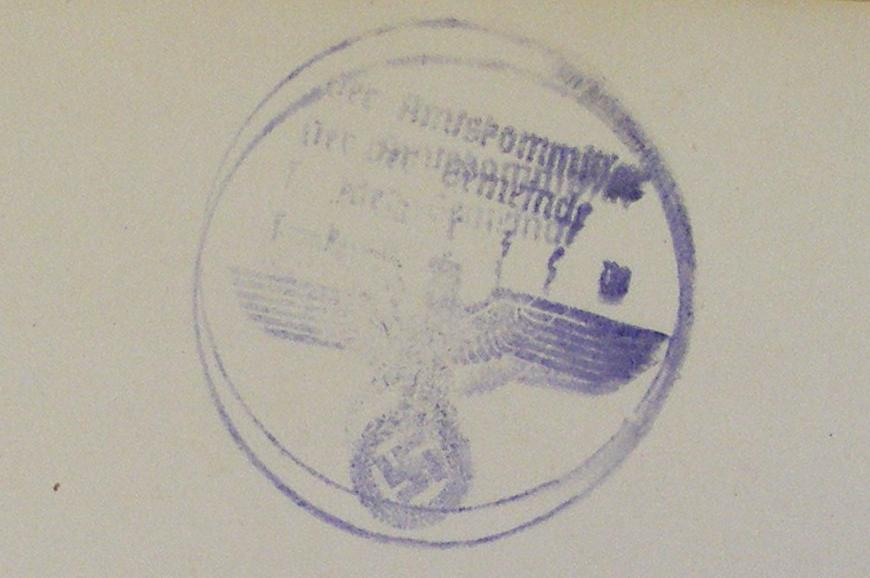
Pieczęć komisarza Amtsbezirke Tkaczew z okresu okupacji

Tkaczew – dawna gmina wiejska istniejąca do 1954 roku w Łódzkiem. Siedzibą władz gminy był Tkaczew.
Początki gmin na ziemiach polskich wiążą się z ustawami Księstwa Warszawskiego. W 1809 r. pojawił się na czele gminy urzędnik zwany wójtem, który skupiał władzę administracyjną na danym terenie. Kolejne zmiany zostały wprowadzone przez władze Królestwa Polskiego. Postanowienie Namiestnika Królestwa z 1818 r. dotyczyło urządzenia gmin wiejskich w tzw. kongresówce. Najprawdopodobniej w tym właśnie roku doszło do utworzenia gminy w Tkaczewie. Jej siedzibą był wydzielony budynek (oficyna??) znajdująca się w obrębie majątku Tkaczew. Urząd Gminy w Tkaczewie zawsze wchodził w skład powiatu łęczyckiego i istniał przez cały okres trwania Królestwa Polskiego.
Również w okresie międzywojennym istniała gmina Tkaczew wchodząca w skład powiatu łęczyckiego w woj. łódzkim. W okresie okupacji, kiedy to tereny gminy wchodzące w skład tzw. Kraju Warty zostały wcielone bezpośrednio do III Rzeszy w Tkaczewie istniał jeden z obwodów (Amtsbezirke), który był najniższym szczeblem władzy terenowej. Utworzony na bazie przedwojennej gminy obwód Tkaczew kierowany był przez specjalnego komisarza (Amtskommissaren) powołanego na wniosek łęczyckiego landrata. Funkcję komisarza a zarazem urzędnika stanu cywilnego (Standesbeamter) praktycznie przez cały okres okupacji sprawował niejaki Kiepling. Podstawą do tworzenia gmin po II wojnie światowej stał się dekret PKWN z 1944 r. oraz ustawa z 1946 r. Po wojnie gmina zachowała przynależność administracyjną.
W nocy z 5 na 6 sierpnia 1947 r. grupa 6–7 osób należąca do Narodowych Sił Zbrojnych uzbrojona w broń krótką i granaty napadła na Urząd Gminy w Tkaczewie. Obok zniszczenia całej gminnej dokumentacji dokonano kradzieży 220000 zł z kasy wraz z maszyną do pisania.
Uchwałą Rady Państwa z 1950 r. zniesione zostały zarządy gminne, a ich kompetencje przejęły gminne rady narodowe. Te z kolei zlikwidowano w 1954 r., a od początku 1955 r. wprowadzono gromadzkie rady narodowe. Podobny los spotkał gminę Tkaczew.
Według stanu z dnia 1 lipca 1952 roku gmina składała się z 21 gromad: Borek, Borów, Borszyn, Bronno, Grzymałów, Janków, Krzepocin, Leszcze, Leźnica Mała, Lubień, Parądzice, Różyce, Skromnica, Solca Mała, Solca Wielka, Topola Kątowa, Trojany, Wąkczew, Wichrów, Wilczkowice i Zduny.
Jednostka została zniesiona 29 września 1954 roku wraz z reformą wprowadzającą gromady w miejsce gmin. Po reaktywowaniu gmin z dniem 1 stycznia 1973 roku gminy Tkaczew nie przywrócono, a jej dawny obszar wszedł głównie w skład gmin Łęczyca, Parzęczew i Ozorków.